# Position sexuelle
 (décembre 2019).
Si vous disposez d'ouvrages ou d'articles de référence ou si vous connaissez des sites web de qualité traitant du thème abordé ici, merci de compléter l'article en donnant les références utiles à sa vérifiabilité et en les liant à la section « Notes et références ».

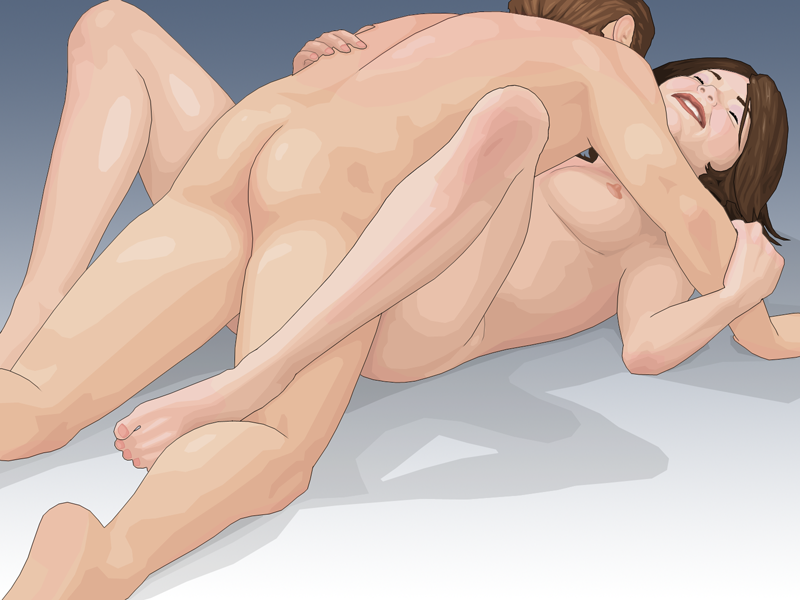
La position du missionnaire, la plus courante des positions sexuelles.

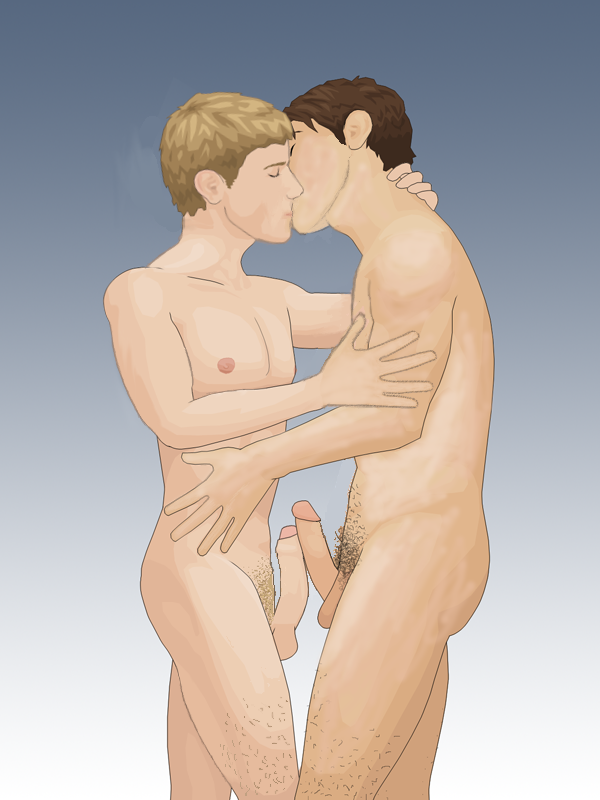
Deux hommes pratiquant le frottage de leurs pénis l'un contre l'autre.

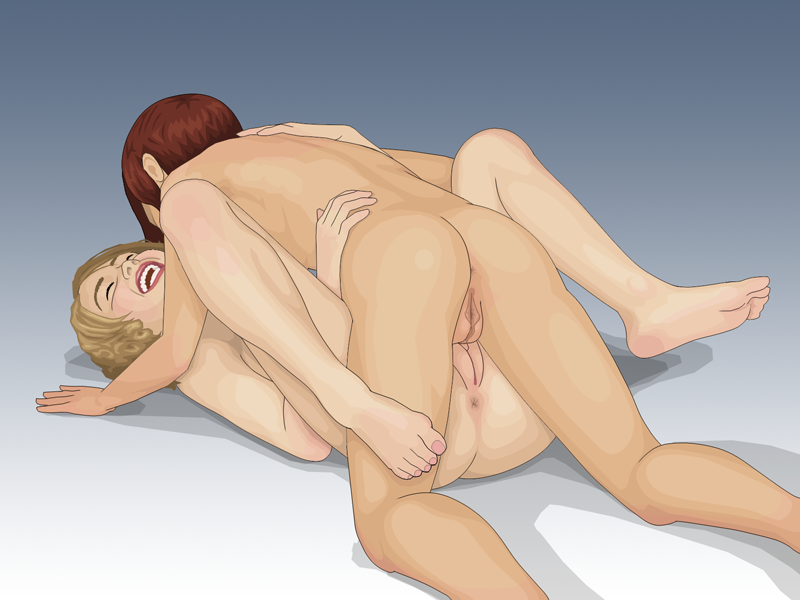
Femmes pratiquant le tribadisme dans la position du missionnaire.

Une position sexuelle est la manière dont deux ou plusieurs partenaires positionnent leurs corps lors d’un rapport sexuel.
L'éventail des positions possibles est très large, plus d'une centaine, autorisant aussi bien une sexualité pénétrative (coït vaginal ou la sodomie) que la sexualité orale, la masturbation ou le frottage.
Ces positions sont complétées par des orientations, des pratiques et des préférences. Elles sont encadrées par des normes et des lois (ou une jurisprudence) évolutives.

## Nomenclature
Il n’y a pas de nomenclature fixe, exhaustive et unanimement reconnue des positions sexuelles.
Les termes employés par des guides et des sites Internet diffèrent souvent de source en source, quand l’auteur n’invente pas un terme lui-même pour nommer une position anonyme.
Dans de nombreux cas, le vocabulaire de l’industrie pornographique est entré dans le langage familier.
La nomenclature médicale, par contre, est souvent vague et inconnue du grand public.
De façon générale, on peut distinguer :
- les rapports génitaux ;
- le sexe oral ;
- les pénétrations anales.

Outre les pratiques hétérosexuelles, il y a également les pratiques sexuelles entre femmes et les pratiques sexuelles entre hommes.

## Rapports génitaux
De nombreuses positions sexuelles permettent aux organes génitaux d'être en contact, que les partenaires soient de même sexe ou de sexes différents.

### Face à face, couchés

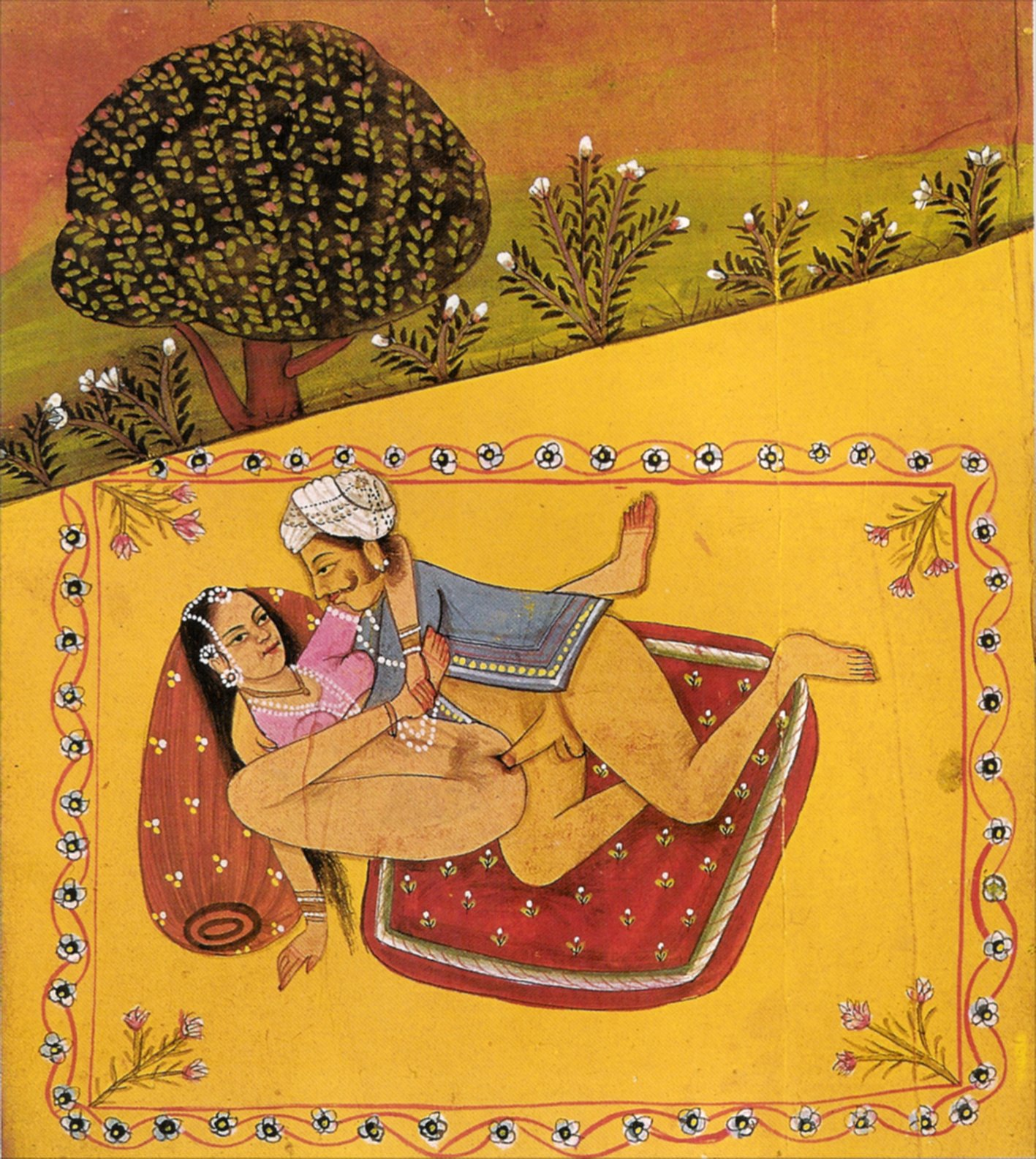
Position du missionnaire. Art érotique indien du XIXe siècle.

La plus courante des positions en face à face est nommée position du missionnaire.
La position du missionnaire a de très nombreuses variantes, dans la version hétérosexuelle, la femme peut disposer ses jambes de différentes manières : jambes écartées et tendues, jambes écartées pliées, jambes autour de la taille de l’homme, ou elle peut encore mettre une ou deux jambes sur les épaules de l’homme (position de l'enclume). Cette position serait une des plus propices à la stimulation du point G[réf. nécessaire]. Lorsque la femme se place sur l'homme, la position est nommée le missionnaire inversé. Les partenaires peuvent également être couchés sur le côté (union de l’aigle) ou encore, un des partenaires peut être debout tandis que l'autre est couché (position du bateau ivre).
Pour les femmes ayant des rapports sexuels avec des femmes : 
- Le tribadisme qui implique que l'une des deux partenaires soit allongée sur le dos, et l'autre se place entre ses deux cuisses en mettant au niveau de la vulve de la première sa vulve, ou son ventre, remuant en frottant pour stimuler la vulve et le clitoris. La variante dite basse (ventre sur la vulve) rend la partenaire allongée encore plus passive.
- La pénétration avec un gode ceinture.

Pour les hommes ayant des rapports sexuels avec des hommes : 
- Le frottage est une activité sexuelle entre hommes qui implique généralement un contact pénis à pénis[4]. Il stimule mutuellement et simultanément les organes génitaux des deux partenaires en produisant une friction généralement agréable sur le faisceau nerveux du frein situé sous la verge de chaque homme, juste en dessous de l'ouverture urinaire (méat) du gland du pénis. Il peut se terminer par un orgasme pour les deux partenaires.

- Le sexe anal qui implique que l'un des deux partenaires soit sur le dos, et l'autre lui soulève les cuisses. Le partenaire qui est au-dessus s'insère entre les jambes du second et introduit son pénis dans l'anus, soulevant les jambes plus hautes pour une pénétration plus profonde.

### De dos

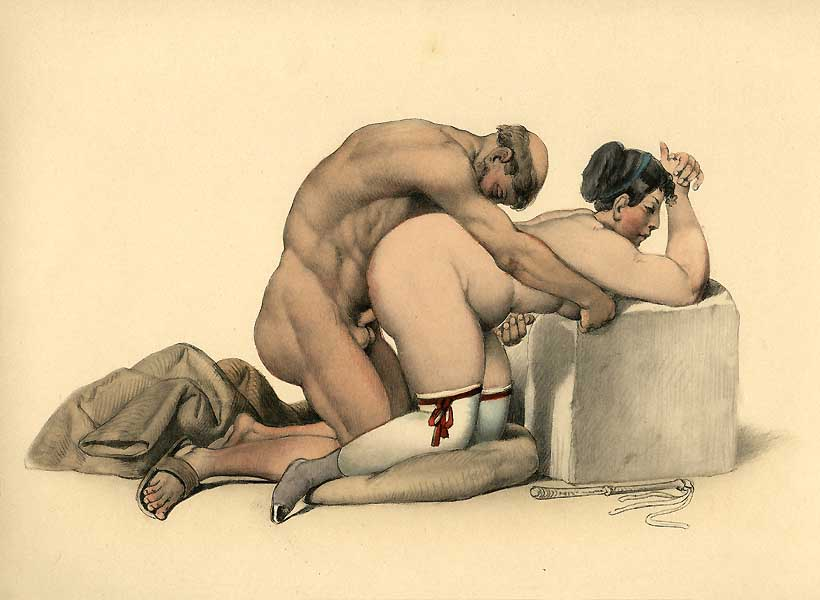
Couple en levrette. Peinture de Johann Nepomuk Geiger.

Ce sont les positions où un des partenaires présente son dos à l'autre, soit pour effectuer une pénétration vaginale, soit une pénétration anale, dans les deux cas soit avec le pénis, les doigts, la main ou un objet. 
Une des plus courantes est la position de la levrette où un des partenaires est à quatre pattes et l'autre à genoux pour effectuer la pénétration. Les jambes peuvent être plus ou moins écartées et le dos plus ou moins relevé, ou couché, de nombreuses variantes sont envisageables. Néanmoins, lorsque les partenaires sont couchés côte à côte, ils forment une nouvelle position dite des cuillères.
Dans la position de la brouette, un des partenaires s’appuie sur les mains ou les coudes tandis que l'autre est debout et lui soulève les jambes pendant la pénétration.

### Positions de chevauchement

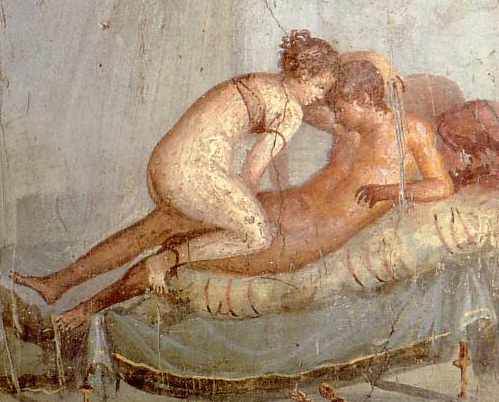
Position du chevauchement. Fresque de Pompéi.

Les positions de chevauchement désignent les positions où un des partenaires est la plupart du temps allongé sur le dos, tandis que l'autre le ou la chevauche, en face à face ou de dos, accroupi ou agenouillé.

### Positions assises et agenouillées
Parmi ces positions, certaines ont besoin d’un support, par exemple une chaise, pour pouvoir être exécutées.
Le couple hétérosexuel pratique plus fréquemment :
- le bateau ivre : l'homme s’agenouille près d’un lit pour pénétrer sa compagne couchée sur celui-ci ;
- l'union du lotus : les partenaires sont tous deux assis.

Les femmes ayant des rapports sexuels avec des femmes, peuvent pratiquer, en position assise ou agenouillée :
- les deux femmes sont assises face à face, jambes écartées et se pénètrent mutuellement avec leurs doigts ou avec un double dildo (en) (un sextoy à deux faces pouvant être utilisé par les deux femmes en même temps) ;
- l'une des femmes est assise sur un fauteuil, tandis que l'autre est sur elle, face à face, à califourchon. Cette position permet la pénétration, la masturbation et les caresses multiples et variées ;
- l'une des femmes est assise tandis que sa compagne la chevauche, mais tête en bas. Elle peut ainsi se faire caresser et pénétrer par sa partenaire, qui en même temps, peut se masturber avec sa main restée libre.

Les hommes ayant des rapports sexuels avec des hommes peuvent pratiquer, en position assise ou agenouillée :
- l'union du lotus : les deux partenaires se font face, pendant que l'un d'eux pénètre l'autre. Le premier s'assoit, presque en tailleur. Le deuxième le rejoint et tente de s'assoir de la même façon sur son sexe, plaçant ses jambes au-dessus de celles de son partenaire pour serrer ses hanches ;
- le rabot : le receveur s'allonge sur le dos, les cuisses bien écartées. Son partenaire, assis devant son anus, les jambes également écartées, le pénètre. C'est une variante du papillon, où le receveur s'allonge sur le ventre, les jambes écartées. Le donneur s'assoit devant son anus et le pénètre, en prenant appui sur ses mains ;
- la balançoire : le donneur s'allonge sur le dos et recroqueville ses jambes, ou reste assis mais s'incline légèrement en arrière. Le receveur lui tourne le dos et, les genoux fléchis et les pieds au sol, vient s'empaler sur son sexe.

### Debout

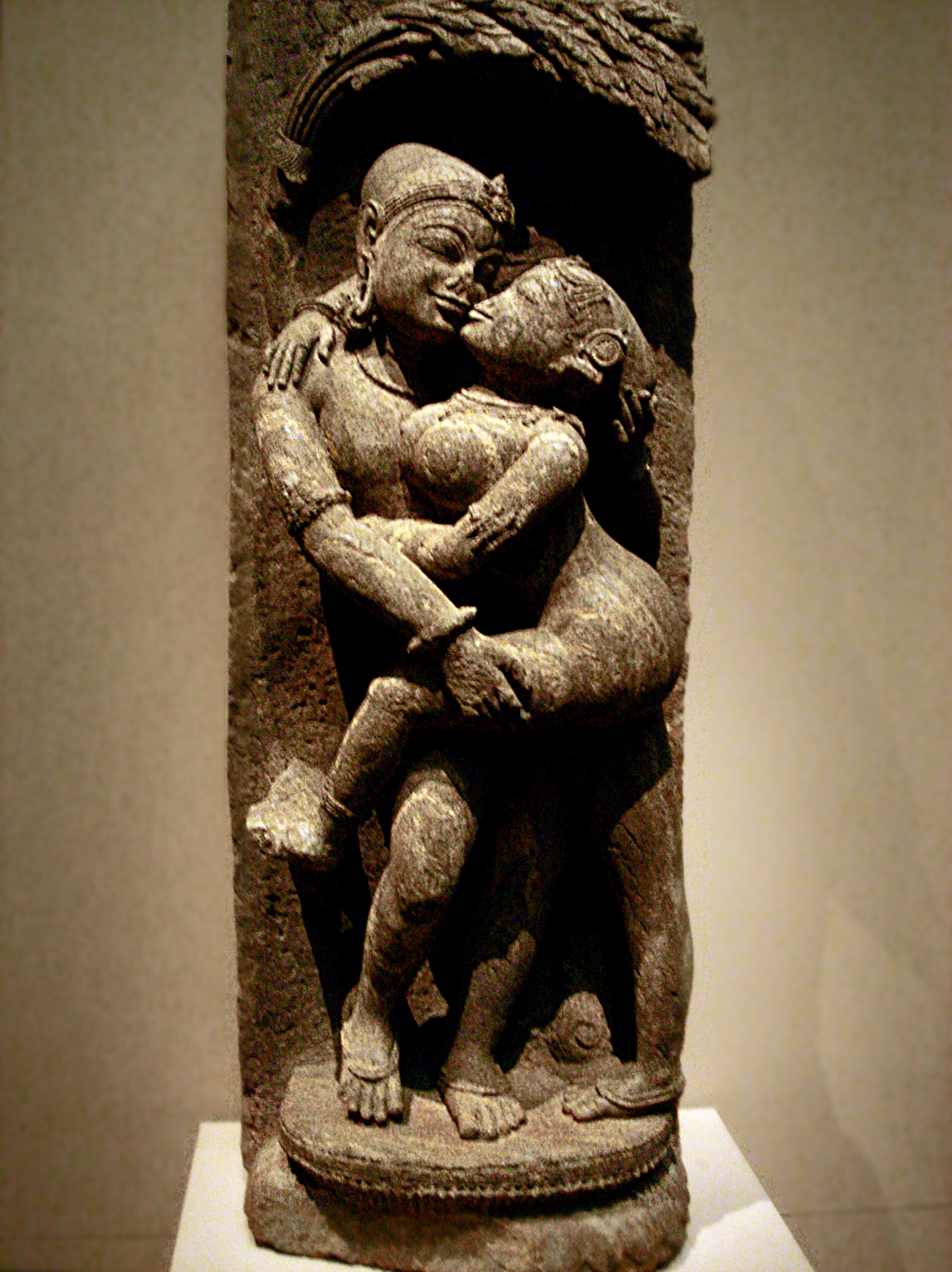
Position en face à face debout. Sculpture indienne d’Orissa du XIIIe siècle.

Enfin, les partenaires peuvent se tenir debout, permettant ainsi notamment un rapport sexuel dans un lieu exigu (ascenseur, toilettes de restaurant…) tout en restant vêtus. De face, les amants peuvent s’appuyer sur un meuble ou contre une paroi.
Si l'un des partenaires a une condition physique suffisante, il peut également porter l'autre. Cette position peut se révéler très agréable ou au contraire très inconfortable en fonction des morphologies respectives des deux partenaires.

### Acrobatiques
Certaines positions ne peuvent être exécutées que si l’un des partenaires (ou les deux) a (ont) la force, la souplesse ou l’équilibre suffisant, par exemple le poirier anal.

## Sexe oral
Lors de relations orales, les organes génitaux de l’un des partenaires sont stimulés par la bouche, les lèvres, la langue de l’autre, voire la gorge dans les cas de « gorges profondes ».

### Cunnilingus
Dans le cas d’un cunnilingus (ou cunnilinctus), un homme ou une femme excite buccalement la vulve et le clitoris de sa partenaire.
Positions possibles pour le cunnilingus :
- la femme se couche sur le dos comme dans la position du missionnaire. Le partenaire actif se couche devant elle entre ses jambes ;
- la position du 42 consiste pour les deux partenaires de former ce chiffre lorsqu’ils prennent position. En pratique, l’un des deux s’assied sur le rebord d’une assise (canapé, chaise, bord du lit,…) de la manière la plus confortable possible. L’autre est à genoux au sol, face à son ou sa partenaire, et se penche en avant pour effectuer un cunnilingus ou une fellation[5] ;
- le partenaire actif est assis et la femme passive debout devant lui regardant de l’autre côté, se penche en avant ;
- le partenaire actif est assis. La femme passive debout face à lui peut arquer son dos pour créer une stimulation plus intense ;
- le partenaire actif est couché sur le dos alors que la femme passive s’agenouille sur lui et positionne sa vulve sur sa bouche ;
- la femme se tient debout appuyée ou non à un mur. Le partenaire actif vient s’agenouiller face à elle ;
- la femme s’assoit sur une chaise ou au bord du lit. Son partenaire actif vient s’agenouiller face à elle ;
- la femme se positionne la tête en bas (en s’appuyant sur les mains, tenue par son partenaire, ou par bondage ou meubles), le partenaire se tient devant ou derrière elle, debout ou agenouillé selon la hauteur. Une telle position peut être difficile à faire ou maintenir pour une longue période, mais l’augmentation de la pression sanguine dans la tête peut modifier l’effet des stimulations procurées ;
- la femme se tient sur les mains et repose ses jambes de chaque côté de la tête de son partenaire. Les stimulations et le confort varient considérablement selon que la femme se tient de dos ou de face.

### Fellation
Dans le cas d’une fellation, un homme ou une femme excite avec la bouche le pénis et les testicules de son partenaire.
Quelques positions détaillées :

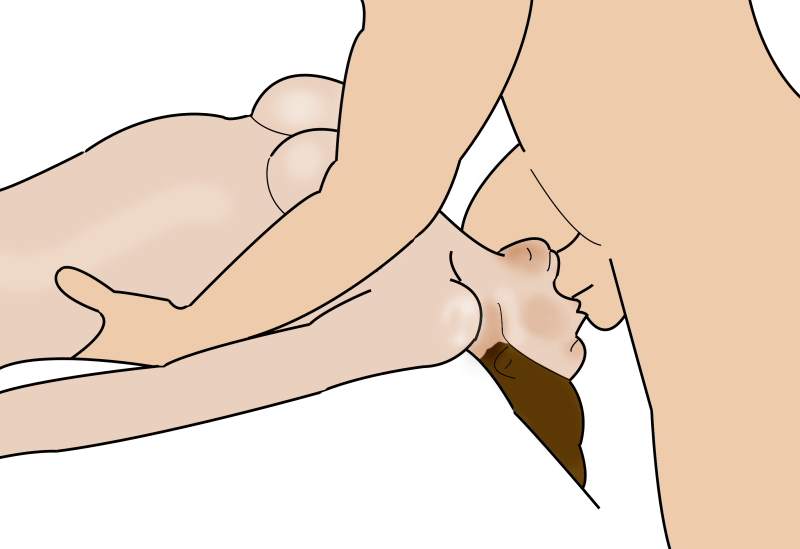
Femme pratiquant la gorge profonde en position 6

1. le partenaire passif se couche sur le dos et son partenaire actif s'agenouille entre ses jambes ;
2. le partenaire passif se couche sur le dos et son partenaire actif s'allonge à côté de ses jambes ;
3. le partenaire passif s'assoit sur une chaise et l'actif s'agenouille face à lui entre ses jambes ;
4. le partenaire passif se met debout et l'actif s'agenouille ou s'assoit sur une chaise face à lui ;
5. à partir de la position du missionnaire, le partenaire passif introduit son pénis non plus dans le vagin ou l'anus du partenaire actif, mais dans sa bouche ;
6. le partenaire actif se couche sur le dos avec la tête renversée sur le bord du lit. L'homme passif qui se tient debout à côté du lit vient introduire son pénis dans la bouche de sa partenaire. Cette position est normalement utilisée pour la gorge profonde ;
7. l'individu pratique la fellation sur son propre pénis (autofellation).

### Anulingus
L'anulingus aussi appelé « feuille de rose », est une pratique sexuelle consistant en l'excitation buccale de l'anus ou du périnée grâce à la bouche et la langue.

### Relations simultanées

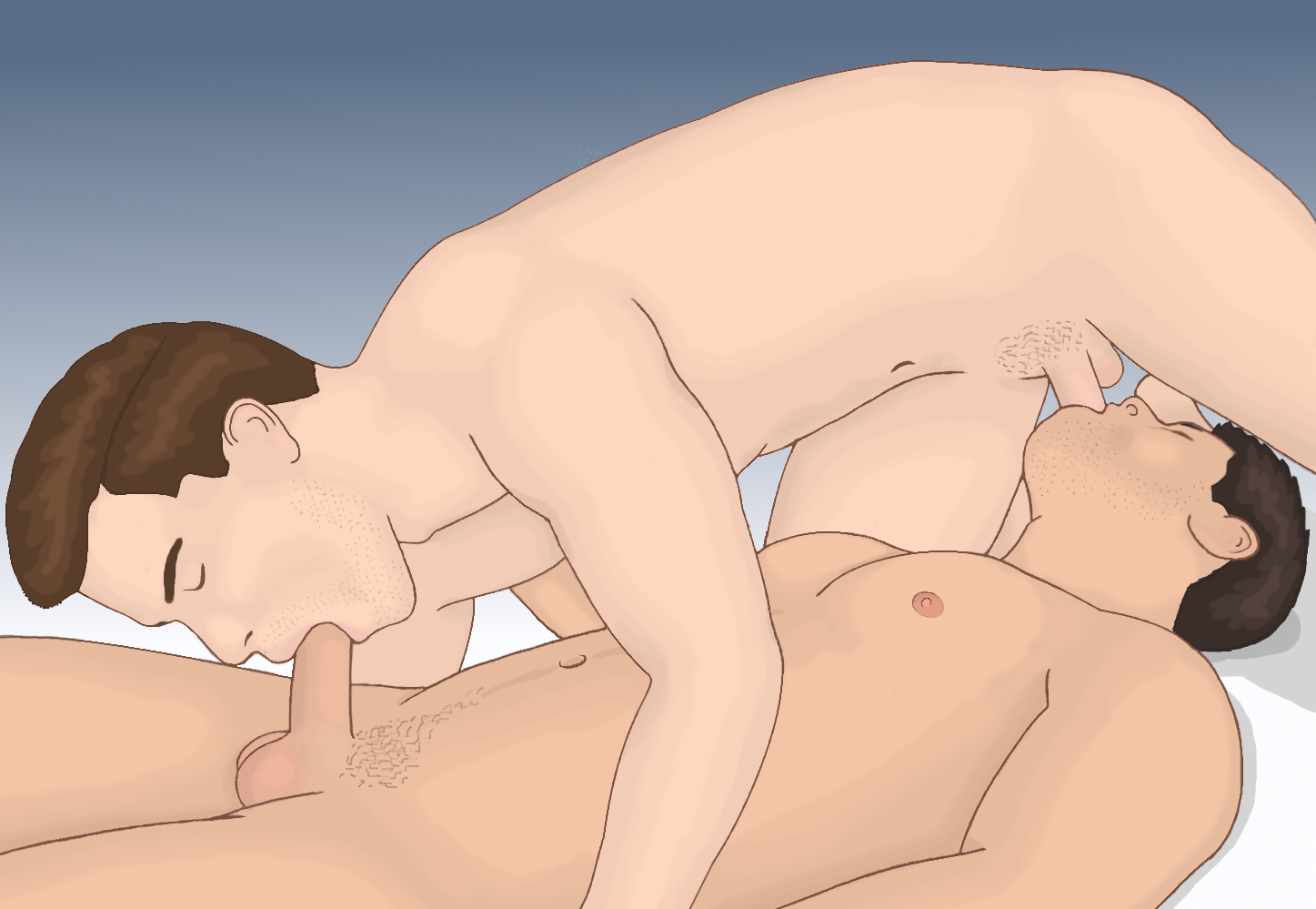
Deux hommes pratiquant une fellation mutuelle en position 69.

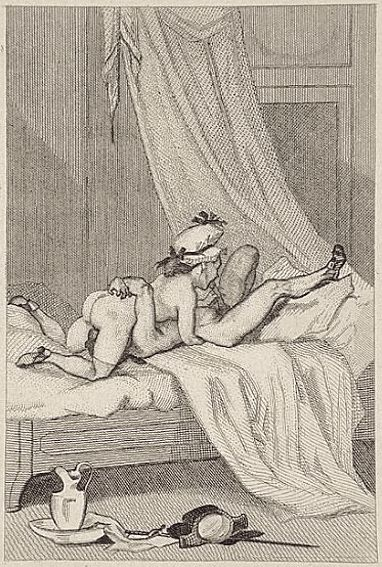
69 entre homme et femme. Gravure de Félicien Rops.

Le 69 est la position du sexe oral simultané. Chaque partenaire stimule oralement le sexe de l'autre, l'un couché sur le dos, l'autre par-dessus. Ceci peut également être réalisé avec les deux partenaires couchés sur le côté, ou bien encore l'un des partenaires debout, l'autre la tête en bas.

## Pénétrations anales
La plupart des positions mettant en scène des relations génitales peuvent être adaptées pour devenir des relations anales, en particulier celles où un partenaire, homme ou femme, tourne le dos à l'autre, homme ou femme.
La pénétration anale peut aussi être réalisée à l'aide notamment de doigt, d'un plug anal, d'un vibrateur ou de godemichet, peu importe le genre de la personne.
Il existe tout un éventail de positions permettant la sodomie (variantes en position assise, agenouillée, debout, en suspension, etc.). Citons par exemple la locomotive, où un amant s'assoit sur son partenaire allongé ou assis, en lui tournant le dos. Celui qui pénètre peut embrasser l'autre dans le cou et le masturber.
Hétéros, gays, lesbiennes, bisexuels peuvent aussi pratiquer la pénétration anale de leur partenaire avec des objets ou simplement les doigts de la main et même dans certains cas, aller jusqu'au fisting anal, c'est-à-dire la pénétration du rectum avec le poing.

### Masturbation anale
La masturbation est l’action d’exciter le sexe ou l’anus d’un(e) partenaire ou de soi-même, gestuellement ou par pénétration. Elle peut se pratiquer en solo ou à plusieurs, ce qui sera dans ce cas une masturbation mutuelle.

## Autres positions

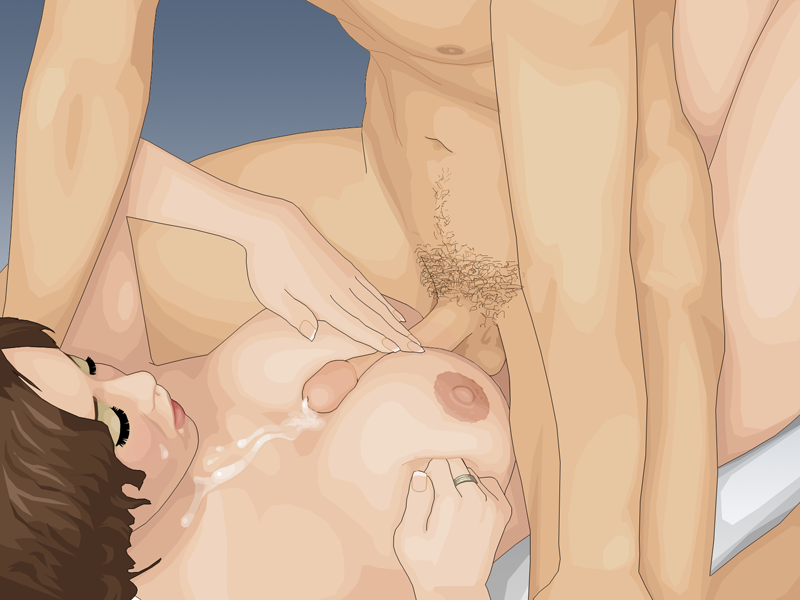
Une branlette espagnole.

L’imagination humaine en matière de sexualité ne connaît pas de limites. Il est de fait, impossible de faire une liste exhaustive des autres positions. Toutefois certaines d’entre elles, par leur récurrence, sont entrées dans le vocabulaire de la sexualité (notamment à cause du vocabulaire employé par la pornographie), telles que :
- branlette espagnole : le pénis est placé entre les seins d’une femme. L’un des deux partenaires fait alors pression dessus pour que la verge soit comprimée entre les seins. Si l'homme est dos à sa partenaire (ce qui revient à s'accroupir au niveau de son cou, ou de son visage), avec son pénis « pointant » vers la partie inférieure du corps de sa partenaire, on parle de cravate de notaire ;
- coït intercrural : le pénis est enserré par les cuisses de l’autre partenaire, et frotte éventuellement la vulve, le scrotum ou le périnée ;
- il existe également une position où le pénis frotte entre les fesses sans pour autant pénétrer l'anus.

## Usage de supports spéciaux
La plupart des relations sexuelles ont lieu dans un lit.
Toutefois, afin de pouvoir essayer d’autres positions, des commerces de supports érotiques pour faire l’amour ont vu le jour. Entre autres, des systèmes comme dans le bondage permettent par exemple de suspendre son ou sa partenaire en l’air, rendant les sensations lors de la pénétration différentes. Ces systèmes sont à utiliser avec précaution pour éviter tout risque (étranglement par exemple).

## Sexe de groupe

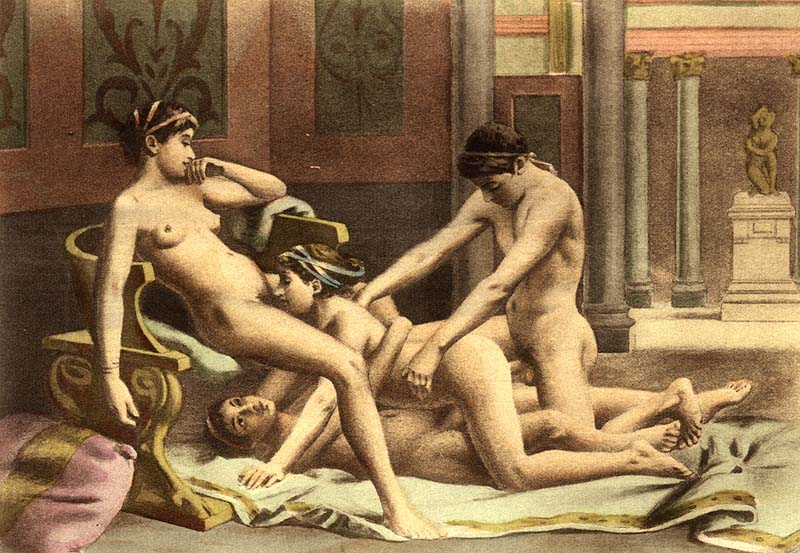
Relation sexuelle à quatre. Illustration de Édouard-Henri Avril.

Plus de deux personnes peuvent avoir des relations sexuelles simultanément, c’est ce que l’on appelle la sexualité de groupe, familièrement nommée « partouze ». Ces relations sexuelles peuvent avoir lieu lors d'une orgie. D’autres positions sont alors possibles :
- Triolisme : deux hommes et une femme peuvent faire l’amour, un homme et une femme ayant une relation vaginale ou anale, le troisième pénétrant l’un ou l’autre analement. La femme peut également faire une fellation à un de ses partenaires et avoir une relation vaginale ou anale avec l'autre.

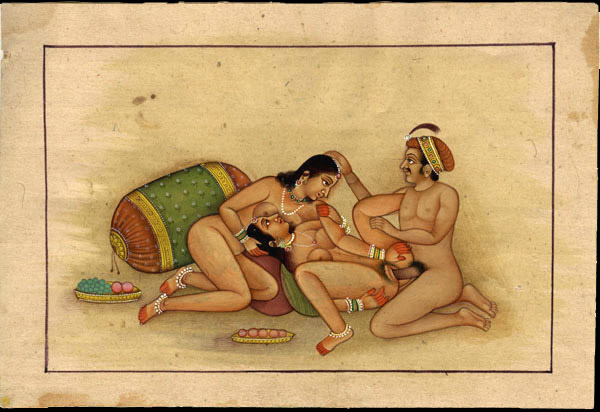
Plan à trois, position n°29 du Kāmasūtra.

- Deux femmes et un homme peuvent faire l’amour, un homme et une femme ayant une relation vaginale tout en léchant et suçant la vulve et l’anus de la deuxième femme.
- Une troisième personne peut lécher et sucer les sexes d’un couple homme/femme lorsqu’ils font l’amour.

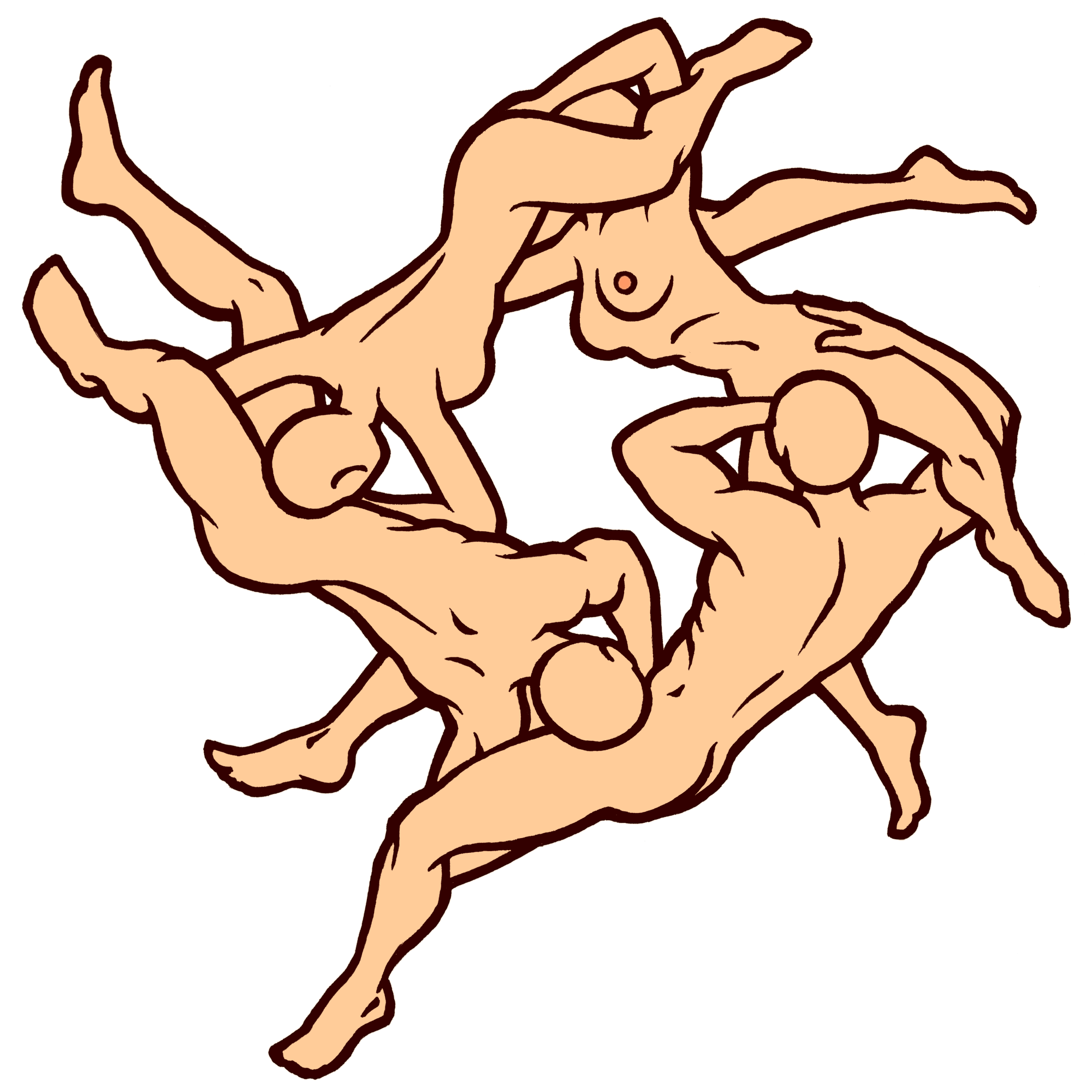
Exemple de sexe entre quatre personnes, toutes bisexuelles, réalisant des fellations et des cunnilingus.

- Un groupe d’hommes, de femmes, ou les deux, peuvent se coucher sur le côté, en cercle, pour faire chacun une fellation ou un cunnilingus au suivant.

- Des hommes peuvent former un cercle pour masturber chacun son voisin.
- Ils peuvent également tenir chacun d’une main le pénis du précédent, et mettre un doigt dans l’anus du suivant.
- Enfin, ils peuvent aussi se pénétrer analement en ligne, le premier pénétrant le deuxième pénétrant le troisième, etc. Cette position de groupe est communément appelée « brochette » ou « queue-leu-leu ». Inconvénient : le premier et le dernier de la ligne peuvent se sentir lésés. Pour compenser cela, le second de la file peut masturber le premier, tandis que le pénultième place un ou plusieurs doigts dans l’anus du dernier. Si les participants sont assez nombreux, ils peuvent tenter de refermer le cercle.

D'autres pratiques existent également. Ces suivantes sont néanmoins nommées sous l'influence de la pornographie :
- Gang bang : un homme ou une femme a des rapports sexuels avec un grand nombre d’hommes. Le cas d’un homme qui a des rapports sexuels avec un grand groupe de femmes est appelé gang bang inversé.
- Bukkake : un groupe d’hommes éjaculent tour à tour sur une personne (homme ou femme).

### Pénétrations multiples
Pour pénétrer, on peut utiliser des doigts, des sextoys (en particulier les femmes, avec des godes ceinture), ou même des orteils, ou, bien plus classiquement, des pénis. On peut en fait utiliser n'importe quel objet ayant une forme vaguement phallique.
- Double pénétration : Pénétration simultanée de deux orifices d’une personne par deux autres (vagin et anus, vagin et bouche ou bouche et anus).
- Double pénétration anale ou «DAP» en anglais parfois francisé en DPA : Pénétration simultanée de deux pénis ou autres objets dans l’anus.
- Double pénétration vaginale : Pénétration simultanée de deux pénis ou autres objets dans le vagin.
- Triple pénétration : Pénétration simultanée de deux pénis dans le vagin et d’un pénis dans l’anus, ou un pénis dans le vagin et deux dans l’anus, ou bien encore un dans le vagin, un autre dans l’anus et le dernier dans la bouche.
- Triple pénétration anale : Pénétration simultanée de trois pénis ou autres objets dans l'anus.
- Triple pénétration vaginale : Pénétration simultanée de trois pénis ou autres objets dans le vagin.
- Quadruple pénétration : Pénétration simultanée de deux pénis dans le vagin et de deux pénis dans l’anus. Également appelé « DADV » (D.A.D.V. = Double Anal Double Vaginal).
- Quadruple pénétration anale : Pénétration simultanée de quatre pénis ou autres objets dans l'anus.
- Quadruple pénétration vaginale : Pénétration simultanée de quatre pénis ou autres objets dans le vagin.